# Jom Jerušalajim
Jom Jerušalajim (hebrejsky: יום ירושלים‎, doslova Den Jeruzaléma) je izraelským národním svátkem, který je spojen s připomínkou sjednocení Jeruzaléma v průběhu šestidenní války v roce 1967. Svátek připadá na 28. ijar a provází jej sváteční ceremoniály v Jeruzalémě.

## Historické souvislosti svátku
Podle plánu OSN na rozdělení Palestiny z roku 1947 měla kromě izraelského a palestinského státu existovat také mezinárodní zóna, která by zahrnovala Jeruzalém a okolí. Během První arabsko-izraelské války, která se odehrála o rok později, však východní Jeruzalém (včetně Starého Města) zabralo Jordánsko, zatímco západní Jeruzalém získal Izrael. Jeruzalém tak zůstal na dalších 19 let rozdělen a po tuto dobu byly ve východní části města ničeny židovské památky.
Zlom nastal až během šestidenní války, kdy bylo Staré Město dobyto izraelským vojskem, Jeruzalém byl sjednocen, a Židům tak byl opět umožněn přístup ke Zdi nářků.

## Vyhlášení svátku
8. tevetu 5728 rozhodla rada vrchního rabinátu o ustanovení 28. ijaru jako dne díkuvzdání Svatému, budiž požehnán, za zázraky, které učinil v tento den a za osvobození Jeruzaléma. O čtyři měsíce později, 12. května 1968 (=14. ijaru) vyhlásila i vláda, resp. Kneset, 28. ijar jako svátek Jeruzaléma.
V roce 1998 byl přijat zákon o Dni Jeruzaléma, který tento den vyhlašuje jako svátek a přiznává mu status "volitelného dne" (jom bechira), kdy má zaměstnanec nárok na poskytnutí volna v rámci své dovolené.

## Rituály

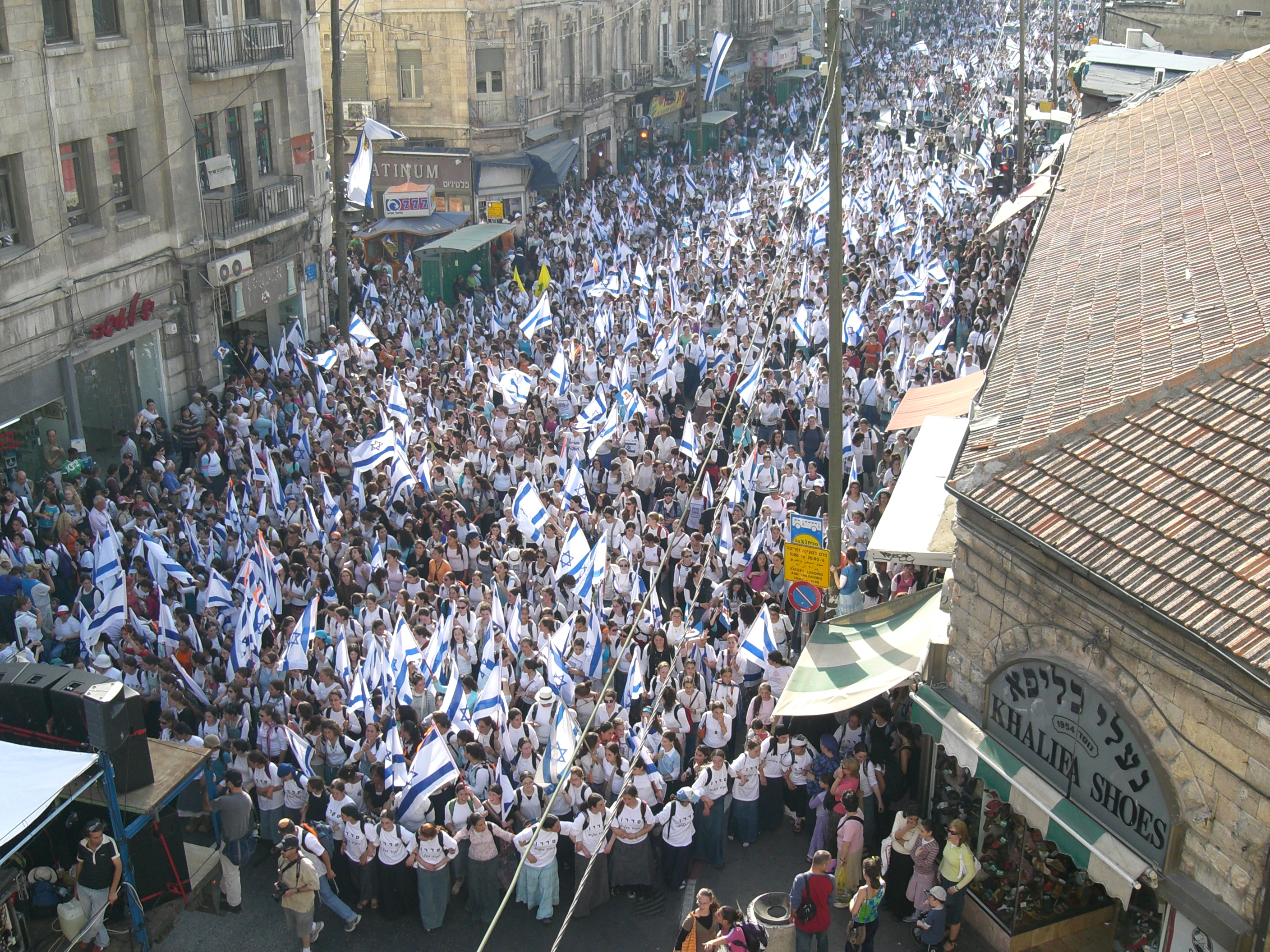
Průvod ulicemi Jeruzaléma s vlajkami

28. ijar byl vyhlášen jako den díkuvzdání, nevztahují se na něj tedy omezení a zákazy platné pro zbytek období omeru. Liturgie v předvečer i během svátku samotného obsahuje děkovné žalmy, které oslavují Jeruzalém (Ž 24, Ž 122, a Ž 137,5-9), a také modlitby za padlé izraelské vojáky, které jsou doprovázeny sborovými zpěvy a zapálením osmnácti světel (Nerot Zikaron) za 181 padlých vojáků v bitvě o Jeruzalém.
Během Jom Jerušalajim se také pořádají průvody skrze Jeruzalém, koncerty a další kulturní akce. Státní ceremoniál se koná na Giv'at ha-tachmošet, kde se odehrála bitva předcházející osvobození Jeruzaléma.